# Renault RS01
Renault RS01, bio je prvi bolid s turbo-motorom u Formuli 1. 

## Povijest
14. srpnja 1977. Jean-Pierre Jabouille sjeo je za upravljač bolida RS01 s motorom 1.5 V6 turbom. Odmah u početku je taj motor bio iznimno snažan (700 KS), ali i potpuno nepouzdan te pretežak, pa spomenuti francuski pilot nije uspio završiti niti jednu od tih prvih pet utrka, a Britanci su zbog toga RS01 prozvali 'žutim čajnikom'. Kasnih sedamdesetih godina 20. stoljeća dizajner André de Cortanze nastavio je razvoj RS01 s Jabouilleom u glavnoj ulozi. 1978. stigli su i prvi bodovi na stazi Watkins Glen za Veliku nagradu SAD-a, a prvi pole position dogodio se 1979. na VN Južne Afrike na stazi Kyalami.
U razdoblju od 2000. do 2005. bolid je sudjelovao na Goodwood Festival of Speed, gdje je njime na Goodwood Hillu pilotirao francuski trkački veteran René Arnoux. 2004. je na Goodwood festivalu priređen specijalan događaj, kada se Jabouille dovezao u bolidu prvi put nakon što je 1979. odvozio posljednju službenu utrku. Arnoux je nastupao u RS01 i na Goodwood Festival of Speed 2011.

## Vanjske poveznice
- Specifikacije Renaulta RS-01 na Ultimatecarpage.com